# Agneau du Quercy
L'agneau du Quercy ou agneau fermier du Quercy est une appellation agricole, protégée par une indication géographique protégée, désignant une carcasse bouchère d'agneau « de bergerie » (il ne pâture pas), élevé « sous la mère » (allaité naturellement) jusqu'à l'âge minimum de 70 jours. C'est un produit agricole d'élevage ovin.
Il est né, élevé, engraissé et abattu dans une zone définie qui est le Lot et les cantons limitrophes de la Corrèze, de l'Aveyron, de Tarn-et-Garonne, de Lot-et-Garonne et de l'arrondissement de Sarlat dans la Dordogne.

## Historique
L’élevage ovin était déjà signalé en 1770 en ces termes : « Dans le Quercy qui est un pays plein de collines, sec et aride presque partout, on élève de forts beaux moutons dont la chair est délicate ». Ils paissaient sur des terres calcaires, les causses, où ne poussaient naturellement que des chênes, ainsi que ponctuellement des genévriers et des épineux. La qualité de cet élevage perdura pendant deux siècles jusqu’en 1970. La qualité est largement due à la relative aridité des sols calcaires filtrants du Causse, le mouton redoutant l'humidité et les harbages trop riches. Puis tout changea entre 1970 et 1981. Profitant de la réputation de leurs agneaux, un certain négoce « importe massivement des agneaux vivants et les fait abattre dans le Lot; ils en partent avec l’image Agneau du Lot. En 1981, on compte 215 000 brebis dans le Lot ; 801 000 agneaux y sont abattus. ».

## Cahier des charges
Il fallut l'élaboration et l'adoption par les agriculteurs d'un cahier des charges drastique pour retourner la situation. Les agneaux sont abattus à Gramat à un âge compris entre 90 et 180 jours (soit jusqu'à 4 mois) et pesant 12 à 21 kilos (poids carcasse). Ils ont passé leurs 70 premiers jours allaités par leur mère. Les agneaux peuvent être issus de croisements différents : 
- Caussenarde ou F1 X Caussenard
- Caussenarde ou F1 X Berrichon
- Caussenarde ou F1 X île-de-France (idf)

La brebis F1 est issue du croisement caussenarde X idf.
L’agneau du Quercy est donc un animal ne contenant que 50 % voire 25 % de gènes de Caussenarde. Ceci contribuant à faire disparaître la race pure.
Tous les traitements sanitaires doivent être recensés (notamment pour les antibiotiques : un délai de 28 jours doit être respecté entre l'injection et l'abattage). Une à deux fois par an, un technicien agricole procède à une vérification du respect de ces contraintes. Un contrôle régulier par un organisme agréé indépendant est également obligatoire.

## Atouts de la production d'agneaux fermier du Quercy
Les éleveurs sont rémunérés sur la base d'une grille de prix transparente qui est variable suivant les saisons et la qualité des agneaux.

## Gastronomie

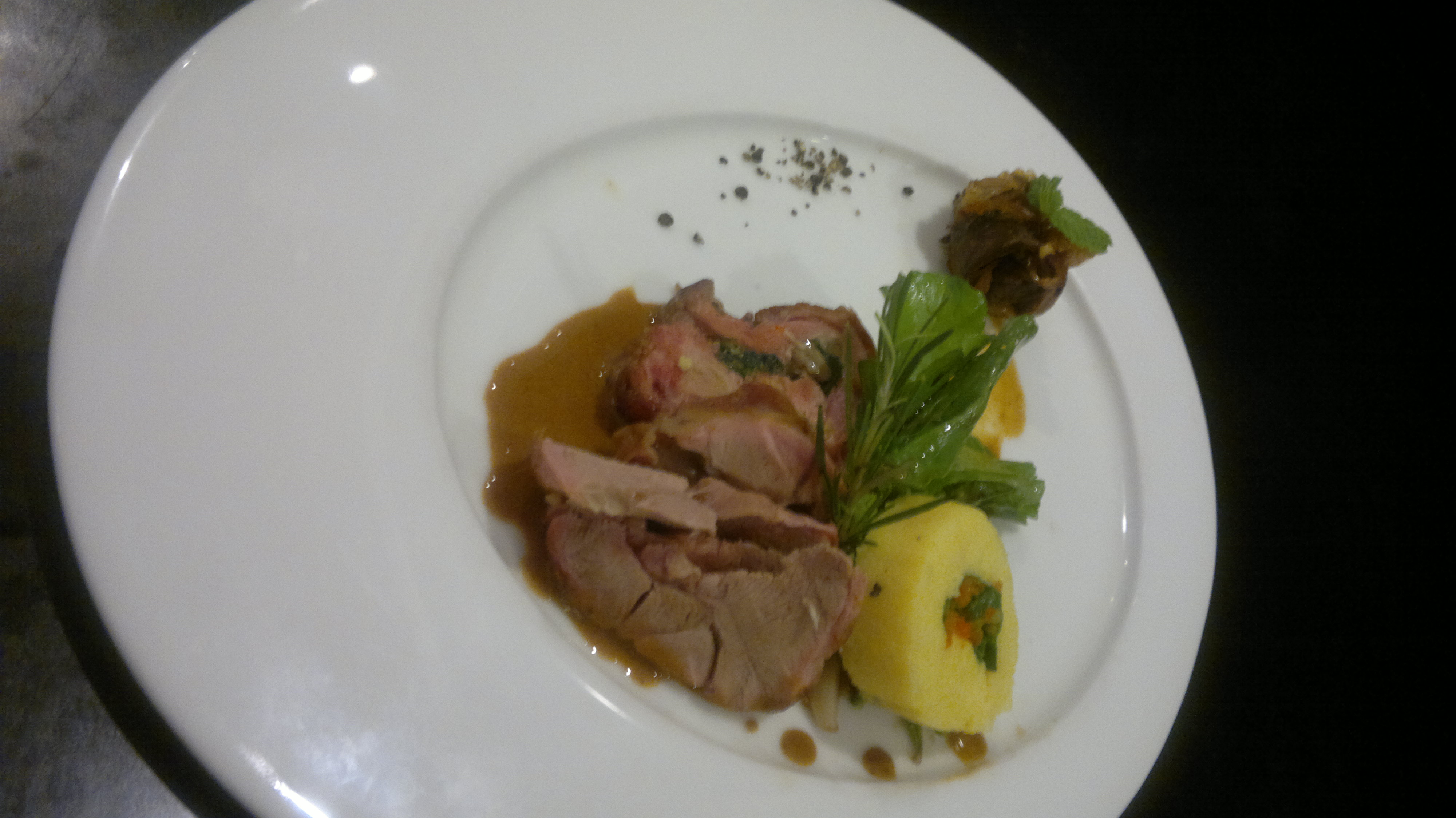
Agneau rôti à l'ail et polenta
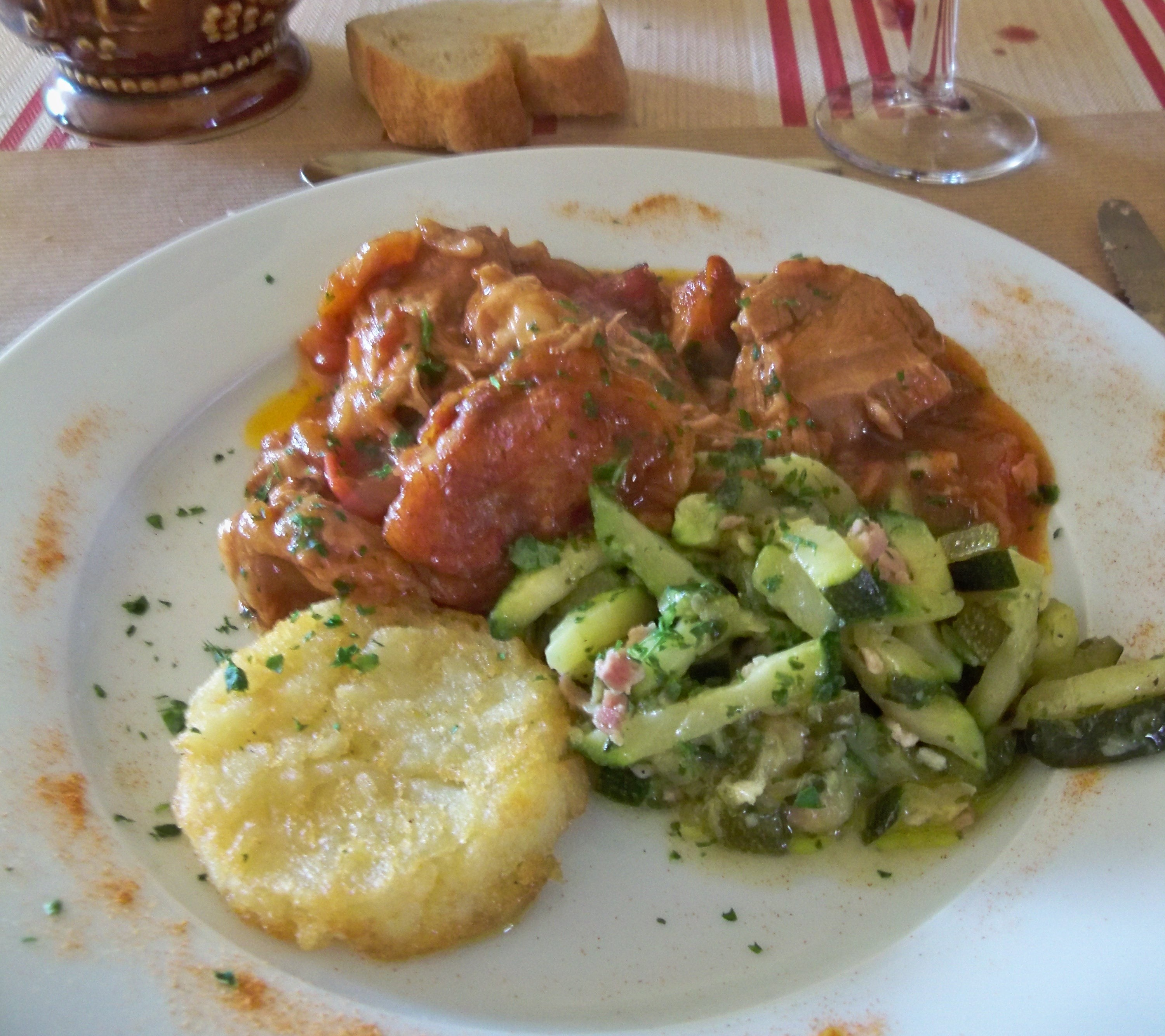
Navarin d'agneau